# Контрада Сант'Елена (Беневенто)
Контрада Сант'Елена је насеље у Италији у округу Беневенто, региону Кампанија.
Према процени из 2011. у насељу је живело 37 становника. Насеље се налази на надморској висини од 372 м.